# Ilha de Uracane
Ilha de Uracane är en ö i Guinea-Bissau. Den ligger i den sydvästra delen av landet, 80 km sydväst om huvudstaden Bissau. Arean är 46 kvadratkilometer.
Terrängen på Ilha de Uracane är mycket platt. Öns högsta punkt är 38 meter över havet. Den sträcker sig 7,6 kilometer i nord-sydlig riktning, och 12,3 kilometer i öst-västlig riktning.